# Vilhelm av Æbelholt
Vilhelm av Æbelholt, född omkring 1127 i Paris, död den 6 april 1203, var en dansk abbot, som betraktas som ett helgon.
Vilhelm var egentligen en fransk munk av adlig börd, som biskop Absalon lärde känna i Paris och inkallade till Danmark 1165 för att förestå augustinklostret på Eskilsø på norra Själland och förbättra därvarande munkars seder. Själv asketisk i sitt levnadssätt, införde han snart god tukt bland dem, om än inte utan bittra klagomål från deras sida. Klostret flyttades 1175 till Æbelholt vid Arresø. Vilhelm åtnjöt stort anseende för lärdom, rådfrågades i många kyrkliga saker, till och med från utlandet, och utövade stort inflytande på de kyrkliga angelägenheterna i Danmark. Även lät han 1196 grundlägga Kastelleklostret i Bohuslän. Han ivrade i hög grad för äktenskapsförbindelsen 1193 mellan danska prinsessan Ingeborg och kung Filip II August av Frankrike samt reste 1194 vid hög ålder till Rom och Frankrike för att hindra skilsmässan. I Dijon blev han kastad i fängelse för ett brev, som han skrivit till kungen. Vilhelm kanoniserades 1224, vid vilket tillfälle många under skall ha skett vid hans grav.